# سیارک ۱۷۵۹
سیارک ۱۷۵۹ (به انگلیسی: 1759 Kienle، نامگذاری:1942RF) هزار و هفتصد و پنجاه و نهمین سیارک کشف شده‌است که در ۱۱ سپتامبر ۱۹۴۲ و در هایدلبرگ کشف شد.
قدر مطلق سیارک برابر ۱۳٫۱۵ است.